# Nadja Grbić
Nadja Grbić (* 1963 in Graz) arbeitet als Assistenzprofessorin an der Universität Graz am Institut für Translationswissenschaft in den Bereichen Übersetzungs- und Dolmetschwissenschaft. Ihr Fachgebiet ist das Gebärdensprachdolmetschen.

## Leben und Wirken
Grbić hat Allgemeine Sprachwissenschaft und Slawistik sowie Übersetzen für Serbokroatisch studiert. Ihre Habilitationsschrift beschäftigt sich mit der Konstruktion des Berufs von Gebärdensprachdolmetschern in Österreich. Neben dem Gebärdensprachdolmetschen gehören berufssoziologische Aspekte der Translation, Translationsgeschichte und Wissenschaftsforschung anhand bibliometrischer Methoden zu ihren Forschungsschwerpunkten. An der Karl-Franzens-Universität Graz war sie maßgeblich an der Implementierung des Lehrplans für Gebärdensprachdolmetschen beteiligt und ist Projektleiterin der Arbeitsgruppe Gebärdensprache. Zudem war sie für internationale Projekte zum Gebärdensprachdolmetschen und zur Gebärdensprachlexikographie verantwortlich. Mit der Erstellung eines digitalen Fachlexikons für Gebärdensprache konnten Grbić und ihre Arbeitsgruppe im Jahr 2005 eine Marktlücke schließen und dazu beitragen die Stellung Gehörloser in der Gesellschaft zu stärken. Grbić selbst nannte es „eine Voraussetzung dafür, dass auch gehörlose Menschen an der Wissensgesellschaft teilnehmen können“.

## Publikationen (Auswahl)
- Gebärdensprachdolmetschen als Gegenstand einer angewandten Sprach- und Translationswissenschaft. Universität Graz, 1994 (Diss.).
- Gebärdensprachdolmetschen. In: Snell-Hornby, Mary et al. (Hrsg.), Handbuch Translation. Tübingen: Stauffenburg, 1998, S. 321–324.
- Mit System zur Kooperation. Ein Beitrag zur Ausbildung von GebärdensprachdolmetscherInnen. In: Leven, Regina/Thies, Wiltrud (Hrsg.), Gebärdensprachdolmetschen. Dokumentation der Magdeburger Fachtagung. Hamburg: Verlag hörgeschädigte Kinder, 1999, S. 40–49.
- First Steps on Firmer Ground. A Project for Further Training of Sign Language Interpreters in Austria. In: Mason, Ian (ed.) Triadic Exchanges. Studies in Dialogue Interpreting. Manchester: St. Jerome, 2001, S. 149–171.

### Herausgeberschaften
- (gem. mit Christian Stalzer): Ausbildung Gehörloser, Entwicklung Neuer Medien und DolmetscherInnenweiterbildung in Graz. In: Österreichische Gehörlosenzeitung, Nr. 2, 1998, S. 10–12.
- (gem. mit Sonja Pöllabauer): Kommunaldolmetschen / Community Interpreting: Probleme – Perspektiven – Potenziale. Berlin: Frank & Timme, 2008.